# تشارلي ميلر (لاعب كرة قاعدة)
تشارلي ميلر (بالإنجليزية: Charlie Miller)‏ هو لاعب كرة قاعدة أمريكي، ولد في 30 ديسمبر 1877 في Conestoga, Pennsylvania ‏ في الولايات المتحدة، وتوفي في 13 يناير 1951 في ميلرسفيل في الولايات المتحدة.

## وصلات خارجية
- تشارلي ميلر على موقعبيزبول رفرنس.كوم (الدوري الرئيسي) (الإنجليزية)